# Mitralisstenos
Mitralisstenos innebär att mitralisklaffen är trång (stenos betyder förträngning), vilket minskar vänster kammares fyllnad och ger ett ökat tryck i hjärtats vänstra förmak. Mitralisklaffen sitter mellan vänster förmak och vänster kammare. 
Mitralisstenos leder till ökat tryck i lungorna och minskar hjärtats pumpförmåga; och man utvecklar hjärtsviktssymtom som andfåddhet och trötthet. Ofta är reumatisk feber orsaken till mitralisstenos. Symtomen utvecklas ofta långsamt och kan komma flera år, t.o.m. decennier genomliden sjukdom. Arytmier, framförallt förmaksflimmer, är vanligt vid mitralisstenos. 
Vid lyssning (auskultation) med stetoskop kan man ibland höra ett öppningsklick, s.k. "opening snap" då mitralisklaffen öppnas. Hjärtultraljud (ekokardiografi) används för att diagnosticera mitralisstenos. 
Understödjande behandling med urindrivande medicin, antiproppbildande medel används, men botande (kurativ) behandling kräver operation, antingen genom öppen kirurgi (leder oftast till klaffbyte), eller s.k. perkutan ballongvalvulotomi, där man går in i hjärtat med kateterburen teknik via blodkärl och "spränger upp" klaffen genom att blåsa upp en ballong i klaffen.